# Tom Bissell
Tom Bissell (Escanaba, Michigan, 1974 –) író, újságíró és kritikus.

## Pályafutása
Tanulmányait a Michigan State University-n végezte East Lansing-ben, ahol irodalmat tanult. 1996-ban, 22 évesen a Béke Hadtest tagjaként Üzbegisztánba került hét hónapra. Később New Yorkban szerkesztőként dolgozott olyan könyveken, mint a The Collected Stories of Richard Yates (Richard Yates válogatott történetei) és Paula Fox memoárjaként megjelent Borrowed Finery (A kölcsönvett ruha). Cikkei gyakran jelennek meg a Harper's Magazine-ban és a The Virginia Quarterly Review-ban, utóbbinak tiszteletbeli szerkesztője is. Habár Bissell cikkei főképp az utazásaival kapcsolatosak, ezek mégis inkább politikai, történelmi és önéletrajzi jellegűek, mint turista beszámolók. Újságíróként dolgozott Irakban és Afganisztánban is a háború alatt. Bissell ugyan kritizálja a neokonzervativizmust, a Bush adminisztrációt és az amerikai unilaterizmust, saját nézetei azonban ritkán illenek olyan jól meghatározott kategóriákba, mint az amerikai liberalizmus vagy konzervativizmus. Számos munkája foglalkozik a Szovjetunió és a kommunizmus hagyatékával.
Bissell édesapja a vietnámi háborúban tengerészgyalogosként együtt szolgált Philip Caputo íróval. Kettejük barátsága a háborút követően is megmaradt. Caputo támogatta Bissell korai írói ambícióit. Bissell többször hivatkozik rá, Jim Harrisonra és Thomas McGuane-re is, mint pályájának meghatározó szereplőire.
Míg Bissell munkásságának nagy része olyan témákkal foglalkozik, mint a nemzetközi kapcsolatok vagy az irodalmi kritika, gyakran tesz utalást Star Wars filmekre, J.R.R. Tolkienre és videójátékokra is. (A Gears of War 2 videójátékban – melyről Bissell cikket írt a The New Yorker számára – az egyik szereplő neve Hank Bissell, mely nyilvánvaló utalás az íróra.) Jeff Alexanderrel közösen írt könyve politikusok, tudósok (pl. Noam Chomsky, Dinesh D'Souza és Ann Coulter) szájába ad kitalált DVD-kritikákat. Más könyveivel olyan díjakat nyert el, mint a Róma Díj, az Anna Akhmatova díj és a Béke Hadtest Íróinak legjobb utazási beszámolójáért járó díj. Novellái és cikkei olyan gyűjteményekben szerepelnek, mint A legjobb amerikai novellák, A legjobb amerikai útibeszámolók és A legjobb amerikai tudományos írások.

## Művei
- Chasing the Sea: Lost Among the Ghosts of Empire in Central Asia (2003)
- Speak, Commentary (2003) (with Jeff Alexander)
- God Lives in St. Petersburg: and Other Stories (2005)
- The Father of All Things: A Marine, His Son, and the Legacy of Vietnam (2007)

### AThe New Yorker-ben megjelent cikkei[6]
| Cím                                                         | Rovat                | Dátum           | Oldalszám | Téma                                 |
| ----------------------------------------------------------- | -------------------- | --------------- | --------- | ------------------------------------ |
| The Grammar of Fun: CliffyB and the world of the video game | Annals of Technology | 3 November 2008 | 78-84     | Videójáték-tervező Cliff Bleszinski. |